# واتیگوئه
واتیگوئه شهری در شهرستان زیمتنگا در استان بام در بورکینافاسوی شمالی است و جمعیت آن ۳۲۵ نفر است.